# باول ماكسويل
باول ماكسويل هو ممثل كندي، ولد في 12 نوفمبر 1921 في كندا، وتوفي في 19 ديسمبر 1991 بلندن في المملكة المتحدة.

## أعمال

### مسلسلات
- كابتن سكارليت و ذا ميسترونس

## وصلات خارجية
- باول ماكسويل على موقع IMDb (الإنجليزية)
- باول ماكسويل على موقع ألو سيني (الفرنسية)
- باول ماكسويل على موقع ميوزك برينز (الإنجليزية)
- باول ماكسويل على موقع أول موفي (الإنجليزية)
- باول ماكسويل على موقع قاعدة بيانات الأفلام السويدية (السويدية)
- باول ماكسويل على موقع قاعدة بيانات الفيلم (الإنجليزية)
- باول ماكسويل على موقع كينوبويسك (الروسية)